# Östersunds bibliotek

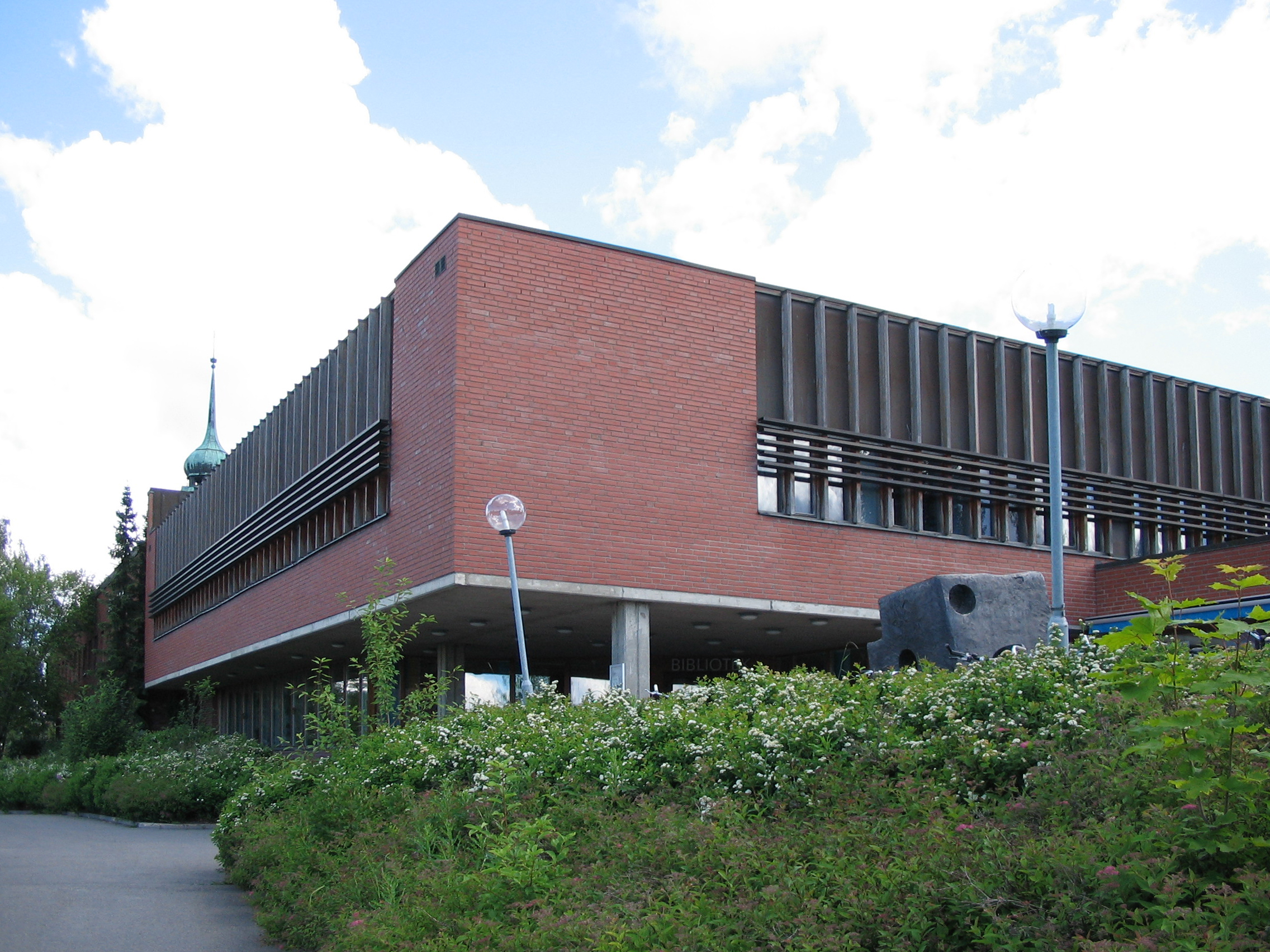
Östersunds bibliotek – Huvudbiblioteket.

Östersunds bibliotek är folkbibliotek för Östersunds kommun. 
Huvudbiblioteket ligger vid Rådhusgatan i Östersund och invigdes den 7 oktober 1958. Åren 1912–1958 låg biblioteket i nuvarande Stadsmuseet–Ahlbergshallen vid Kyrkparken. Östersunds kommun är huvudman för biblioteksverksamheten.
Förutom huvudbiblioteket finns områdesbibliotek i Brunflo (Kastalbiblioteket), Torvalla, och Lit (intill Treälvsskolan) och dessutom finns en biblioteksbuss. 
År 2012 hade Östersunds bibliotek 563 026 räknade besök (fysiska + virtuella) och 483 765 utlån. Huvudbiblioteket har öppet 52 timmar i veckan och hade 274 418 fysiska besök  2012. Samma år var antalet fysiska besök per invånare och år 6,3. Antal lån per invånare och år var då 8,1. Sedan 2011 har huvudbiblioteket även söndagsöppet under vinterhalvåret.

## Historia

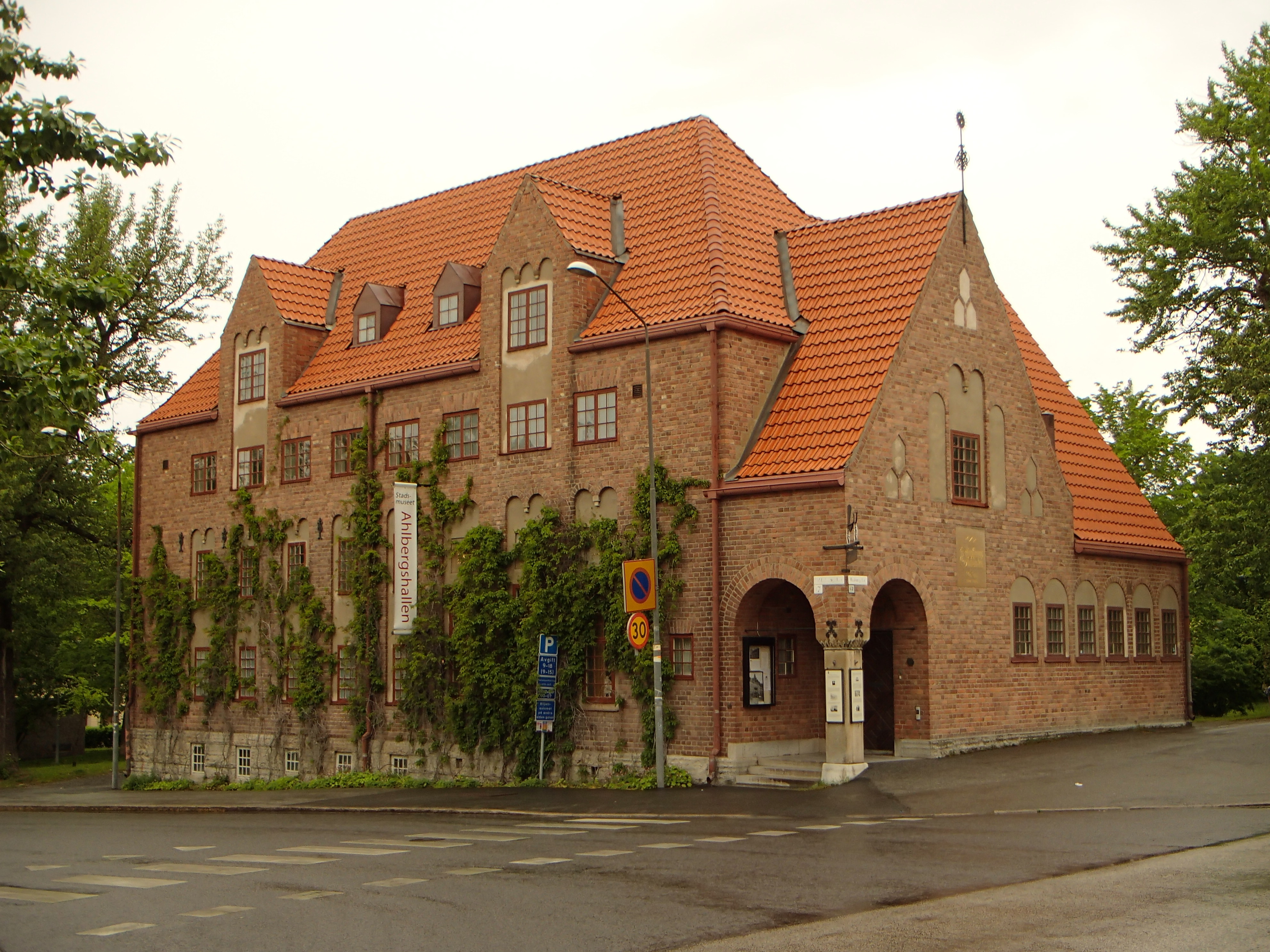
Gamla biblioteket (1912–1958) vid Kyrkparken, numera Ahlbergshallen.

Jämtlands bibliotek grundades 1816 av professor Carl Zetterström. Han var medicine professor vid Uppsala universitet och även en stor boksamlare. Han testamenterade 1816 sitt stora bibliotek till ”ett bibliothek för Jemtland” och föregrep därmed idén om länsbibliotek med mer än 100 år. Därför kan biblioteket i Östersund sägas vara Sveriges äldsta länsbibliotek.
Zetterströms ambition var att grundlägga ett jämtländskt bibliotek som skulle kunna ligga till grund för ett framtida universitet på Frösön. Den omfattande boksamlingen, cirka 12 000 band, placerades 1833 i en för ändamålet särskilt uppförd biblioteksbyggnad vid Frösö trivialskola på Stocke, Frösön. Sedan skolan 1847 flyttats in till Östersund stod biblioteket länge utan tillsyn. År 1876 blev Sven Johan Kardell bibliotekarie. Han var chef för biblioteket i 45 år och lade ned ett stort arbete på att ordna samlingarna och upprätta en katalog.
Bibliotekets läge skapade snart problem, då testamentsvillkoren förbjöd en flytt. Först genom ett regeringsbeslut 1905 möjliggjordes samlingarnas flytt. Därefter dröjde det till den 30 oktober 1912 innan biblioteket kunde flytta i ett nyuppfört bibliotekshus vid Kyrkparken i Östersund, ritat av Frans Bertil Wallberg.  
Utökande av biblioteket gick dock långsamt, när det invigdes 1912 fanns där ingen bok från 1900-talet, och under de följande åren var anslagen för inköp små. Den 1921 bildade föreningen Jämtlands biblioteks vänner kom under de första åren efter sitt bildande att bidra med insamlingar av böcker och medel för inköp. Från 1930-talet förbättrades anlagen från staten, landstinget och Östersunds stad och bokinköpen kunde öka. I takt med det blev bibliotekslokalerna för små.  
Ett problem för planerna på utvidgning var dock oklarheter kring vem som var huvudman för biblioteket. Själva boksamlingarna utgjorde en självständig del förvaltade av biblioteksstyrelsen, snarast att liknas vid en stiftelse. Jämtlands läns landsting hade bekostat biblioteket medan tomten upplåtits av Östersunds stad. Först 1945 kunde formaliteterna lösas. År 1947 upphöjdes Östersunds bibliotek till centralbibliotek i Jämtlands län och bytte samtidigt namn till Jämtlands läns bibliotek.  
År 1958 invigdes det nuvarande huvudbiblioteket vid Rådhusgatan. För ritningarna svarade Bo Cederlöf. Genom ett avtal med staten 1979 blev biblioteket kombinerat folk- och högskolebibliotek för att även betjäna Högskolan i Östersund. En tillbyggnad till huset gjordes 1982, och en utbyggnad av bibliotekscaféet gjordes 2005. 
Med anledning av Zetterströms donation drevs biblioteksverksamheten länge i stiftelseform, Stiftelsen Jämtlands läns bibliotek. År 1998 startade Östersunds kommun biblioteksverksamhet i egen regi. Stiftelsen finns dock kvar och har idag till ändamål att äga och förvalta biblioteksfastigheten och bibliotekets samlingar införskaffade fram till 1997, inklusive Carl Zetterströms originaldonation. Kultur- och fritidsnämnden i Östersunds kommun sköter den löpande förvaltningen av Stiftelsen Jämtlands läns bibliotek. 
År 2013 bytte biblioteket namn från Jämtlands läns bibliotek till Östersunds bibliotek.
Östersunds bibliotek använder bibliotekssystemet Book-IT. De senaste åren har både utlåning och återlämning automatiserats. Sedan 2008 använder biblioteket RFID-teknik.

## Specialsamlingar

### Jämtland-Härjedalen-samlingen
Östersunds bibliotek har landets troligen största samling av litteratur med anknytning till Jämtland, Härjedalen och Jämtlands län. Större delen av samlingen är sökbar i bibliotekets onlinekatalog.

### Zetterströmska biblioteket
Zetterströmska biblioteket består av Östersunds biblioteks äldre tryck, och har sitt namn efter professor Carl Zetterström. Till största delen består samlingen av de böcker han testamenterade till biblioteket, men också av senare tillkomna donationer av äldre boksamlingar. Den innehåller böcker, tidskrifter och småtryck inom alla ämnen, från 1400-talet och fram till 1830. Bland annat finns här en av landets största samlingar av likpredikningar, en mängd medicinsk litteratur, krigsbyten och rariteter. Större delen av samlingen är sökbar i databasen Libris.

### Kanadasamlingen (Canadiana)
Kanadasamlingen består av en stor mängd litteratur om Kanada. Den är en donation av Ed Alm (1888–1973), född i Fåker. Han flyttade senare till Vancouver. Ed Alm och hans hustru Ann Alm sände böckerna till biblioteket i Östersund från slutet av 1950-talet och fram till 1970-talet. Endast en mindre del av denna samling är i dagsläget sökbar i onlinekatalogen.